# Familia (facción política)

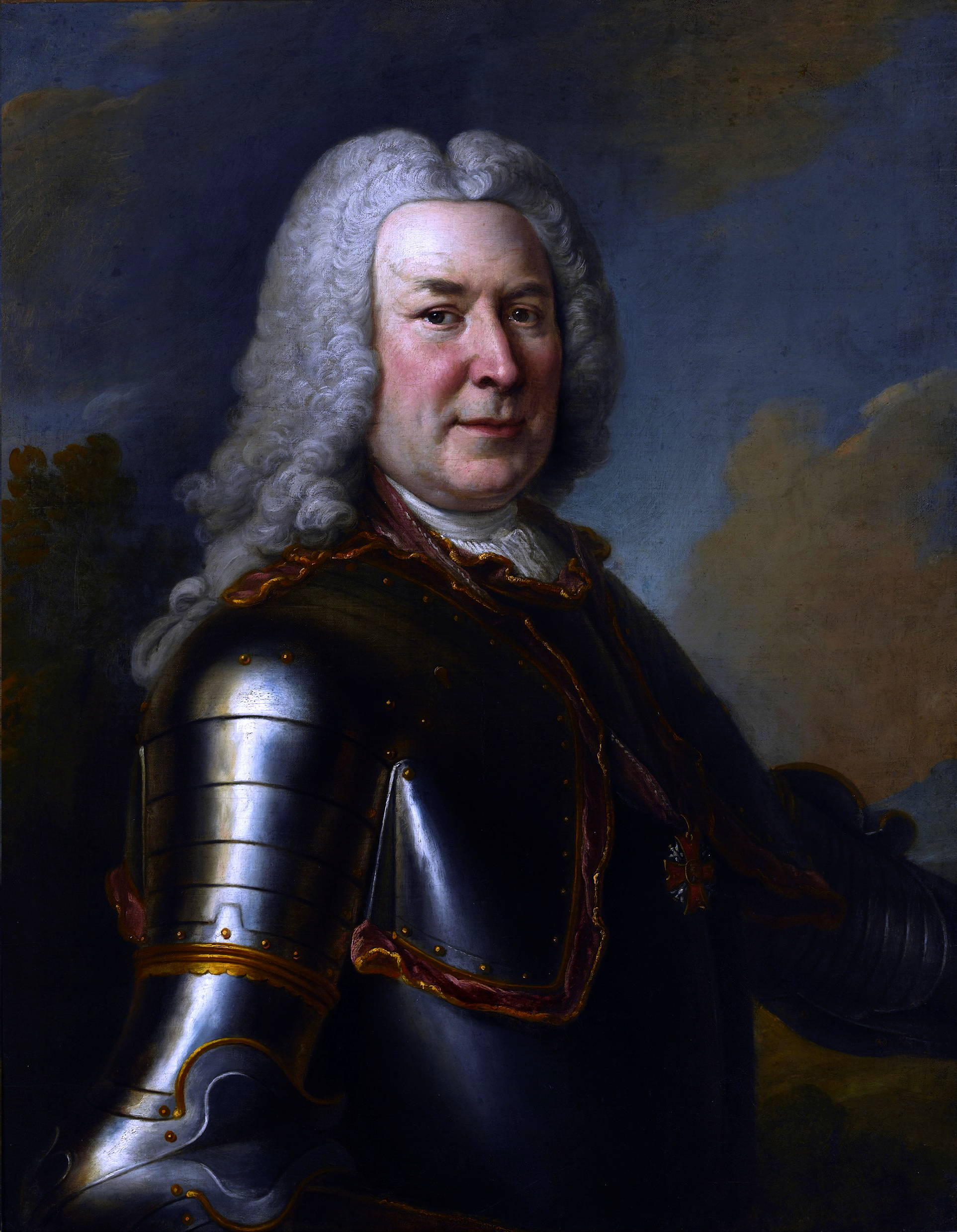
Michał Fryderyk Czartoryski (retrato de Louis de Silvestre), uno de los líderes de Familia.

La Familia (del latín familia) era el nombre de una facción política polaca del siglo XVIII dirigida por la Casa de Czartoryski y familias aliadas. Se formó hacia el final del reinado del rey de Polonia Augusto II (de reinado 1697–1706, 1709–1733). Los principales líderes de Familia fueron Michał Fryderyk Czartoryski, Gran Canciller de Lituania, su hermano August Aleksander Czartoryski, Vaivoda de Rutenia (Rus), su hermana Konstancja Czartoryska, y su cuñado (desde 1720), Stanisław Poniatowski, Castellano de Cracovia.

## Formación

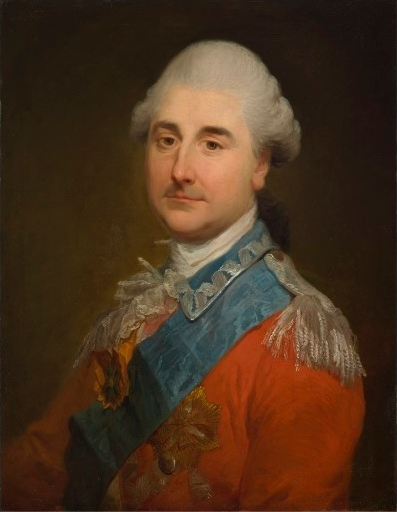
Estanislao August Poniatowski fue el candidato de Familia al trono polaco en 1764.

Durante el interregno de 1733, la Familia apoyó a Estanislao I Leszczyński como rey. Los reyes polacos en el período eran elegidos por votación, por la nobleza (monarquía electiva). La Familia decidió apoyar al sajón Federico Augusto II como candidato (elegido Rey Augusto III, reinando en 1734–1763 en Polonia), y así se convirtió en un partido de la Corte Real. Tras el fracaso del Sejm polaco para aprobar reformas (entre 1744 y 1750), la Familia se distanció de la corte real en apuros. En asuntos exteriores, ahora representaban una orientación prorrusa (véase la Guerra de Sucesión Polaca).
Durante el siguiente interregno polaco (1763-1764) cerca del final de la Guerra de los Siete Años en Europa, una intervención rusa armada en Polonia le dio a la Familia la oportunidad de vencer a sus oponentes en casa. Cuando en 1764 Adam Kazimierz Czartoryski se negó a buscar la elección al trono, los Czartoryski aceptaron la elección, en cambio, de su pariente Estanislao August Poniatowski, un antiguo amante de la emperatriz rusa Catalina II de Rusia.
Casi al mismo tiempo, la Familia logró promulgar parcialmente su programa anterior de reformas. Entre otros, esto incluyó la creación de una Tesorería Real y comisiones militares que limitaron el poder de los Tesoreros y Hetmans. Se suspendió el disruptivo liberum veto. Sin embargo, otras reformas fueron bloqueadas por la interferencia rusa y prusiana. Los opositores conservadores de la Familia y el Rey, respaldados por Catalina II, formaron, en 1767, la Confederación Radom. En el infame Repnin Sejm, se vieron obligados a derogar parte de las reformas introducidas recientemente por temor a nuevas intervenciones no deseadas.

## Familia en el período de Particiones
Después de la Primera partición de Polonia (17 de febrero de 1772), la Familia se convirtió en el núcleo de la oposición de los magnates al Rey y al Consejo Permanente, mientras buscaba apoyo en Austria (solo para cambiar en 1788 a una postura pro-prusiana). En el Gran Sejm (1788–1792), fue solo en 1790 que los representantes de la Familia, que incluían a Ignacy Potocki, efectuaron un acercamiento con el Rey y su partido. Junto con él y el Partido Patriótico, la Familia trabajó para la promulgación de la Constitución revolucionaria de Polonia del 3 de mayo en 1791.